# Parachernes niger
Parachernes niger är en spindeldjursart som beskrevs av Volker Mahnert 1987. Parachernes niger ingår i släktet Parachernes och familjen blindklokrypare. Inga underarter finns listade i Catalogue of Life.